# Snowville, Utah
Snowville är en kommun (town) i Box Elder County i Utah. Orten har fått sitt namn efter mormonledaren Lorenzo Snow. Vid 2020 års folkräkning hade Snowville 163 invånare.